# 鄒語文法
鄒語文法為基於鄒語之文法。在文法的分類上台灣南島語言並不同於一般的分析語或其它综合语裡的動詞、名詞、形容詞、介詞和副詞等之基本詞類分類。比如台灣南島語裡普遍沒有副詞，而副詞的概念一般以動詞方式呈現、可稱之為「副動詞」，類之於俄语裡的副動詞。 對於數、格(附著)及时态改變時語詞的變化。鄒語只有代詞本身會依格位之不同而進行变格運作。謂語本身不會依人称、数、性之變化而進行变位運作；而是基於已然語氣及非已然語氣、以主事及非主事的觀點結合時體氣語詞（TAM/TMA/動貌詞），再配合謂語的时态、体、式進行焦點變換來運作。基本的文法分類是將鄒語詞類之詞綴、字詞結構及分類法，對比分析語等之詞類分類法加以條析判別。

## 詞彙與構詞
鄒語構詞以構詞方式及基本構詞來分析，並以其規律化或非規律化來比較其演進特徵。

### 構詞方式
構詞方式大抵有幾種，(1).加綴法、(2).疊詞法、(3).名物化法、(4).複合詞法、(5).轉寫法(外來語轉寫法，分為：直接引用、音變整合法)。

### 複合詞法
複合詞構詞方式為兩個詞語以上所構成之單一詞意。傳統上噶瑪蘭語的複合詞用法比較少見，近代則複合詞的用法出現較頻繁。複合詞構詞法有如下幾種。
1. 由格位標記/ne/形成「後位修飾構詞法」；公式:(B+ne+A)⇒A的B：cmxcmx ne engxca(天空的雲)等。

### 轉寫法
轉寫法亦稱外來語轉寫法，即在噶瑪蘭語與其它語言之間所產生的偶然空缺(詞彙空缺)現象致"無等值語言單位"表示，則直接使用其它語言已先存有之"語言單位"再將之轉寫來表示。比如鄒語直接使用臺灣話轉寫之<tawké>表示「老闆、領導、帶兵官」等之意。而引用時間上最早引用荷蘭語、閩南語及布農語，之後則為日語、中文及英語。

#### 直接引用
有一些單詞來自日語;/yakiu/(棒球/野球)源自源自日语。

#### 詞綴
鄒語的詞綴(afihu)以使用特性分，有（1）.靜態性詞綴、(2).動態性詞綴。傳統之語詞解析出之通用性詞綴謂之靜態性詞綴，而其通常較少作為詞語詞類延伸之輔助綴語、而本身亦是词根（語幹/root）性之詞綴。比如：<-niz->組成之/mnin-niz/（全體）等。動態性詞綴則作為普偏性詞語詞類之延伸性詞綴，此類有：連繫詞、動態性詞綴系列等綴語。比如：<qna->組成之/qna-sanu/（宣言）等. 

### 靜態性詞綴系列
鄒語的靜態性詞綴系列為傳統語詞解析出之词根、亦視之為以綴語形式表現的語根或詞幹，一般甚少作為普偏通用性詞綴或單一詞根的词语。一般靜態性詞綴之語根單獨本身是比較少使用、需加上其他標記或語詞或詞綴等才使用。而同一詞綴往往因語意的不同可轉換為前綴、中綴、後綴，甚至環綴（前後綴）等角色之應用變化。靜態性詞綴有時亦可用作語詞延伸擴張之輔助綴語，可使詞語做有規律的詞義及詞性展延。 

### 動態性詞綴系列
噶瑪蘭語的動態性詞綴系列分前綴、中綴、後綴，及環綴(前後綴)等之系列。前綴數量最多，中綴數量最少。加上不同的詞綴除使詞義轉變外，也會使詞性產生變化、比如從名詞變為動詞等。詞綴的特性使南島語的詞語數量可以做延伸性的擴張，也使詞語做有規律的詞義及詞性展延。
前綴
- zou - "to be"
- 'a - "it is in case that"
- o'ta - (it is) not (in case that)"
- pan - "there is" / existential
- uk'a - negative existential (usually followed by ci)
- o'a - negation of a fact or event
- ci - relativizer
- 'o - prohibition (AV constructions)
- av'a - prohibition (UV constructions)

中綴
後綴
環綴

## 名詞
鄒語如其他的台灣及菲律賓等之南島語一樣，存在著"格位標記"的架構。進一步、格位標記會和類別詞形成格位標記組而進行其格位區別之作用。比之其它的台灣南島語，鄒語的格位標記顯得細膩繁複。
- 'e - visible and near speaker
- si / ta - visible and near hearer
- ta - visible but away from speaker
- 'o / to - invisible and far away, or newly introduced to discourse
- na / no ~ ne - non-identifiable and non-referential (often when scanning a class of elements)

### 普通名詞
分為「單詞」普通名詞、及「合成词組/連繫詞組」。如果鄒語傳統沒有此類單詞，就使用相近的各族語詞或則常用的中文再轉化為鄒語語音，此外印歐語系相關詞語則用相關的拉丁语詞語為轉化的基礎。
- 一般"單詞"獨立寫出。yu'ausna(習俗)、mameoi(長輩/老年/成熟)、amo(爸爸)、ino(媽媽)、pa-peonsi(酋長)、itafange(領袖帽)、a'o(我)、congeoha(星星)、patungkuonʉ(玉山)、chana(田/閩南語)、eubuhu(口簧琴)、emucu(手)、fuzu(山豬)、fi'i(檳榔)、kakatu(蜘蛛)、meuka(性交)、tpoi(玉山箭竹)、s'os'o(草藥)、puutu(漢人)、tumzo(死亡)、cmoehu(颱風)、homxchxa(雨季)、amcu(山葡萄)、kaemema(蟑螂)、peisu(錢)、haia(轎車/日語)等。

- 一般單詞例句。Lasi poa kuzo to cmoehu 'o maceoceonʉ.(颱風造成許多道路毀損)。Zou hupa ta cou 'e patungkuonʉ.(玉山是鄒族的(傳統)領域)。Nahocu toveuca si huv'o ho micu mameoi.(橘子熟了就把它給採下來)。Cuma na euhubu?(什麼是口簧琴)。

- 一般"合成词"整組寫出。fihno hie(準時/跟著時間)、tokei no emcu(手錶)、ya'eoza 'o hisi(蛀牙/牙齒生蟲)等。

### 傷病醫療醫學名詞
醫療及医学類之語詞分為"獨立單詞"類、及"複合詞組"類正詞法。如果鄒語傳統沒有此類單詞，就使用相近的各族語詞或則常用的中文再轉化為鄒語語音，此外則用醫療醫學用的拉丁语詞語。
- 獨立"單詞"獨立寫出。amamzo(生病)、yuhmuyu(流血)、yov'o(痊癒)、fxntx(鼻塞)、hisi(牙齒/(to-hisi)指"刷牙")等。

- Mo yuhmuyu 'e os'o s'elxa ta lulku'u.(我切到手指流血了)。

- "合成詞"整組寫出。

### 專有名詞
- 星期、月份、春夏秋冬單詞或多詞整組寫出。
- 人名及地名可用單詞或多詞整組寫出。Hohtsubu(塔山)、Lalauya(樂水部落/美麗的楓香林)等。
- 可用單詞或多詞整組寫出。kuba(庫巴/男子集會所)、yono(神樹/雀榕)、pupuzu(火壇/指姓氏)等。
- 鄒族歲時祭祀祭典：mayasvi(團結祭/戰祭)、homeyaya(小米祭)、meapo(播種祭)、mafo'na(生命豆祭/集團結婚儀式)等。
- 傳統神靈信仰：

## 擬聲詞
擬聲詞為用以表達感嘆、驚呀、疑問、恐懼、喜怒愛惡，或則模仿大自然的語音聲調等之詞語。可分為"語義擬聲詞"及"語調擬聲詞"二大類。擬聲詞如作為語義擬聲詞使用會附有語義、一般作為詞語在句子上使用。如用為語調擬聲詞則作為語助詞或感情式的聲調表示、僅為模擬式的語調較無語義的函示，通常出現在句子的開頭或結尾處來表現。語調擬聲詞一般用在歌謠上的起頭或結尾處較多。 

### 語義擬聲詞
作為語義擬聲詞使用一般會附有語詞上的意義、較常用模仿大自然的語音聲調，通常作為單詞在句子上使用。
- 語義擬聲詞範例如：

### 語調擬聲詞
用為語調擬聲詞則作為語助詞或感情式的聲調表示，或僅為模擬式的語調、語義的函示則較間接或僅為韻律接續式的聲調延長，一般出現在句頭或句尾處。在歌謠上的起頭或結尾處使用語調擬聲詞較多；不過，有時整首歌可以使用語調擬聲詞唱出；而顯示出人們借聲調來發抒感情。不過在鄒語的一些詩歌(史詩)的語調擬聲詞，不但有語調的聲韻、其亦賦有語義的內涵。
- 語調擬聲詞範例如：

## 代詞
代詞有人稱代詞、附著格式、反身代詞、指示代詞，及疑問代詞等。且人稱代詞也兼具有格位標記之功能。

### 人稱代詞
鄒語人稱代詞分「附著格式」(bound)、「一般格式」(free/自由格式)兩類。而代詞附著格式前用连字号(-)註記。且人稱代詞也兼具有格位標記之功能。台灣南島語除鄒語(主格及屬格附著)及巴宰語、噶哈巫語等之外，絕大多數無第3人稱(單複數)主格附著格式。第3人稱分視界內(看得見/visible)，及視界外(看不見/non-visible)兩類。表中的"中性格(neutral case)"可當主格、屬格、斜格(受格/賓語)，即中性格沒有格位區分；類同於賽德克語人稱代詞中性格的用法。
| 〈鄒語人稱代詞〉 |           |          |            |          |          |          |          |          |
| 單複數           | 單複數    | 單數     | 單數       | 單數     | 複數     | 複數     | 複數     | 複數     |
| 詞形             | 詞形      | 附著格式 | 附著格式   | 一般格式 | 附著格式 | 附著格式 | 附著格式 | 一般格式 |
| 人稱/變格        | 人稱/變格 | 主格     | 屬格       | 中性格   | 主格     | 主格     | 屬格     | 中性格   |
| 第1人稱          | 第1人稱   | -'o/-'u  | -'o/-'u    | a'o      | 包含式   | -to      | -to      | a'ati    |
| 第1人稱          | 第1人稱   | -'o/-'u  | -'o/-'u    | a'o      | 排除式   | -mza     | -mza     | a'ami    |
| 第2人稱          | 第2人稱   | -su/-ko  | -su/-ko    | suu      | -mu      | -mu      | -mu      | muu      |
| 第3人稱          | 視界內    | -ta      | -ta/-taini | taini    | -hin'i   | -hin'i   | -hin'i   | hin'i    |
| 第3人稱          | 視界外    | Ø        | -si        | ic'o     | Ø        | Ø        | -he      | hee      |

#### 一般格式
一般格式或謂自由格式。

#### 附著格式
人稱代詞附著格式一般分：「主格附著」、「屬格附著」二大類。而附著格式為台灣南島語的基礎文法架構、也是南島語系文法上的一大特色。

### 反身代詞
反身代詞(reflexive pronoun)即指語意被先行詞所約束之前指關係詞，先行詞可以是名詞、代名詞、形容詞，及副詞等詞類，而反身代詞亦歸為人稱代詞一類。一般鄒語特定的反身代詞構詞為/-achi(a)-/，而反身的詞構由此延伸出。比如：i-achia(自己/"我自己","你自己","他們自己"等)、ti-achia(自己用)、yu-achi(自個兒生悶氣)、m'e-achi(自己要)等。例句如：Ita tiachia ta cuax 'o peisu.(cuax把錢來給自己花用)。La-si alxlx-a to cuax 'o iachi-si.(cuax很愛護他自己)。 M-ita t-iachia to peisu 'e Aiciaiu.(Aiciaiu把錢自己花用//'e/主格標記)。M-ita m'e-achi to tahza (tahia) ci teta hioyapo.(豆子是他自己要用作育苗種子用的)。

### 物主代詞
物主代詞(possessive pronoun)類同於英語的/mine/(我的(人/物)),/yours/(你的(人/物)),/his/(他的(人/物)),/hers/(她的(人/物)),/its/(它的/較少見(人/物)),/ours/(我們的(人/物)),/theirs/(他們的(人/物))。鄒語之物主代詞是以獨立之物主代詞的架構表示各個人稱所有人之"物或人"的單複數集合代表。物主代詞是自由格式。除第1人稱複數分為包含式及排除式外，在第3人稱單複數亦分為視界內(看得見/on view/visible/here/there)，及視界外(看不見/out of view/invisible/far away)二種。
| <鄒語物主代詞> |         |         |       |          |          |
| 單複數         | 單複數  | 單複數  | 單數  | 複數     | 複數     |
| 第1人稱        | 第1人稱 | 第1人稱 | nuu'u | 包含式   | nuuto    |
| 第1人稱        | 第1人稱 | 第1人稱 | nuu'u | 排除式   | nuumza   |
| 第2人稱        | 第2人稱 | 第2人稱 | nuusu | nuumu    | nuumu    |
| 第3人稱        | 第3人稱 | 視界內  | Ø     | nuuhin'i | nuuhin'i |
| 第3人稱        | 第3人稱 | 視界外  | nuusi | nuuhe    | nuuhe    |

### 指示代詞
鄒語指示代詞有遠近之分。

### 疑問代詞
疑問代詞有表人及表物之別。
| (1).〖鄒語疑問代詞形態及語義說明〗 - cuma：置句頭或句中或句尾；可接連接詞/ho/或搭配/koa/(理由)：表物或抽象理由等之疑問代詞。Cuma na tonoi?(What's that?/(tonoi/那個)為指示代詞或限定詞;而(sico/那個)為限定詞"那個",可當賓語)。Cuma na koa-su 'oha tmaolalʉ?(你為什麼不聽話呢?//'oha tmaolalʉ/不聽話;('oha)為否定詞)。Mi-ko boemi no cuma ho mimo to chumu?(你要用什麼喝水呢?/斜格標記(to)後接賓語:表以前用過,可是在句中還沒看到)。Mi-ko m-ici mimo no cuma?(你想要喝什麼?/(mimo/喝)為AF;(ima/喝)為PF)。 | \| 標的 \| 疑問代詞 \| 英語 \| 備註 \| \| ---- \| ---------- \| ---- \| ----------------------------------- \| \| 表事 \| cuma(什麽) \| what \| 置句頭或句中或句尾; 作賓語或補語用. \| |      |                                     |
| 標的 | 疑問代詞 | 英語 | 備註                                |
| 表事 | cuma(什麽) | what | 置句頭或句中或句尾; 作賓語或補語用. |

## 謂語
謂語分為動詞類與非動詞類。而動詞類可分為普通動詞、動詞短語、動詞片語、完成式動詞組、進行式動詞組，及典型的連繫性動詞等之變化型態等。詞性有及物動詞與不及物動詞之別。非動詞類由其它詞類可構成表語形態。在人称、数、性改變時謂語本身不會進行变位運作；而是以主事（AF）及非主事（NAF）的觀點配合謂語的时态、体、式進行焦點變換的運作。

### 動詞類
- 單一動詞：miechxmx(踏著不動)、peiskokoyu(用心做事)、tmalʉ(聽)、etoyange(說話有條有理)、soengzotx(喝少)、nopopayo(在明顯處)、psoetiskou(照明)、luaenva(謙虛/謙卑)、cnguhni(連接起來)、keuetieha(很會攀爬)、ohpihi過河、smaisvxtx(試著走)、me'eni(舂打)、smoyoa(害怕)、hafa(攜帶/"haahafa"隨身攜帶)、cucufni(催促)、aupcio(很快地/AF); aupcieva(很快地/PF)等。

- 單一動詞所形成之例句。Mi-'o tmalʉ to mo mongsi ci oko.(我聽到小孩子在哭)。Hote meesi 'e hosa, panto la me'eni to ufi, panto la mooyai emi, panto la cmuhu to feʉ'ʉ.(部落舉行祭典，有人舂打麻、有人釀小米酒、有人殺豬)。

- 合成動詞：to'unu tonzou(幫忙洗…)等。

- 合成動詞所形成之例句。La'una'a to'unu tonzou to takubingi.(我還會幫忙洗碗/takubingi(碗))等。

#### 存在動詞
存在(所有)動詞表示存在、擁有之意。

#### 反身動詞
反身動詞(reflexive verb)指此種動詞、能表示由主體發出的行為再返回主體自身（通常出發之主體及目的都是自身）。在法語等之罗曼语族的反身動詞是以反身代詞後接動詞來表達、如：，亦稱為反身代動詞。於法語及羅曼語族中都頻繁的使用反身表達法。俄語的反身動詞是以動詞後接反身詞綴//表示，如：（/自己/穿衣）。

### 非動詞類
可由語序，或名詞、副詞、形容詞等詞類轉成表語的使用。
- 單一表語類：
- 合成表語類：

## 副詞
副詞或用以修飾名詞以外詞語和整個句子的詞。不過噶哈巫語沒有明顯的副詞，而是以輔助謂語、形容詞或句子等之動作語義來分析其為副詞的詞性。有時詞語也呈現所謂「副動詞」的特徵，也有謂語也有副詞的特性。副詞在句中的位置是置前、置中或置後，端視副詞在整個句子語義及表現的強調角色而定。
- 單一副詞，獨寫。h'unasa(特別地)、meelx(可以)、mais'a(好像)、acxhx(全部)、'aoka(一直;經常/PF)、'aoko(一直;經常/AF)等。

- 合成副詞，整組合寫。mais'a cuma(像什麼/like what)等。

## 形容詞
形容詞是一類詞語對詞語修飾的詞類，用以彰顯被修飾的詞語之特徵。而形容詞(修飾詞)本身可以被副詞所修飾，形容詞的比較級及最高級可由外加的副詞性語詞構成外，還可由疊詞構成的多級強化性的比較特色。

## 疑問詞
非代詞性之疑問詞，是以詢問:「人、事、時、地、物」是何情狀。有獨立表語及非獨立表語之別。
| (1).〖鄒語疑問詞形態及語義說明〗 - mainci+s'a: 置句頭；非獨立表語。Maincis'a xmnxa 'o yuungzu?(為什麼喜歡游泳?/(s'a)為語氣詞) - mainenu：置句前；或句尾。Ma te'oeno mainenu?(我要怎麼辦?)。Te mainenu na te hia uhne taipak?(要如何去台北?/te(要)為助動詞) | \| 標的 \| 疑問詞 \| 英語 \| 備註 \| \| ------------ \| ------------------- \| ---- \| --------------------------------------------- \| \| (人/物) 非獨 \| mainci (為什麼) \| why \| 置句頭，非獨立表語.有時用<mainci+s'a(語氣詞)> \| \| (人/物) 非獨 \| mainenu (如何,怎麼) \| how \| 置句前或句尾，非獨立表語.常用<助詞+mainenu> \| |      |                                               |
| 標的 | 疑問詞 | 英語 | 備註                                          |
| (人/物) 非獨 | mainci (為什麼) | why  | 置句頭，非獨立表語.有時用<mainci+s'a(語氣詞)> |
| (人/物) 非獨 | mainenu (如何,怎麼) | how  | 置句前或句尾，非獨立表語.常用<助詞+mainenu>   |

## 假設詞
假設語氣詞(subjunctive/假如/如果、/當…時/時間性假設)或則假設疑問狀況之表示。假設詞所構成之假設句一般呈現為複合句(Sentence clause structure)的表現結構。
| (1).〖鄒語假設詞形態及語義說明〗 - /hoci…(hoci)…/:Hoci esongʉ, te meelx uhto vioin ho poa baito.(如果感冒咳嗽，可以到醫院看病/<meelx uhto>為動詞組"可以到")。 - /…hocicuc'o…/:Teno ʉmnʉ hocicuc'o hacayʉ na feango.(要是身體虛弱無血色成這樣,怎麼是好?/<hacayx>為動詞"虛弱無血色")。 - /…hocila…/:O'a mo ʉmnʉ hocila paskuv'i 'o to 'o'oko.(要是誤導了小孩子們就不好。/<o'a mo ʉmnʉ>為否定詞組"不好")。 - /hoci'u…(hoci'u)…/:(hoci'u)為假設詞組,包含主語。Hoci'u meemelʉ ta'u eafou ho hucma.(如果(我)有空，我明天將會去打獵。/<eafou>為動詞"打獵";"ho hucma(明天);另"ne hucma(昨天);maitan'e(今天)"")。 | \| 標的 \| 假設詞 \| 英語 \| 備註 \| \| --------- \| --------------------------------------------- \| ----------------- \| ------------------------------------------- \| \| 表如果 \| /hoci…(hoci)…/…(如果(要是)…) \| if/as if \| 置於句頭, 句中. \| \| 表要是 \| /…hocicuc'o…/…要是(如果)…) \| if/well if \| 置於句中. \| \| 表假如 \| /…hocila…/…(假如,如果(要是)…) \| if/and if \| 置於句中. \| \| 表 如果我 \| /hoci'u…(hoci'u)…/ (…如果我(要是我('u/a'o))…) \| if/and if/well if \| 置於句頭, 句中. (形成假設詞組,包含主語('u)) \| |                   |                                             |
| 標的 | 假設詞 | 英語              | 備註                                        |
| 表如果 | /hoci…(hoci)…/…(如果(要是)…) | if/as if          | 置於句頭, 句中.                             |
| 表要是 | /…hocicuc'o…/…要是(如果)…) | if/well if        | 置於句中.                                   |
| 表假如 | /…hocila…/…(假如,如果(要是)…) | if/and if         | 置於句中.                                   |
| 表 如果我 | /hoci'u…(hoci'u)…/ (…如果我(要是我('u/a'o))…) | if/and if/well if | 置於句頭, 句中. (形成假設詞組,包含主語('u)) |

## 祈使詞
祈使詞(命令法)可用獨立詞語來表示，表情求、勸說等意。噶哈巫語祈使詞的詞綴用法不多，其它視語句中語詞所表達的語氣而顯示出祈使語氣。

## 時間副詞
時間副詞及「準時間副詞」表示行為發生的時間和說話時之時距關係，一般分為過去式、現在式、將來式。通常進行式、完成式、開始、終止，或時間段落等之時間副詞也可與動貌詞一起附著連用。其他的時間副詞如：ne hucma(昨天)、aasvxtx(有時候)、auyu(之前)、la'ucu(之後)等。

## 肯定詞
肯定詞為肯定式（affirmative）之詞構。肯定詞不變時態，且常置放在句頭、或在句中句尾使用。
| (1).〖鄒語肯定詞形態及語義說明〗 - 'a(是的;一般用於回答上;會搭配主動詞使用): Leako meelʉ bua-losiia. 'a lea'u.(你會說俄語嗎？是的我會/(bua-losiia)說俄語;"bua-"為主事焦點謂語"講(說);學像…",可與賓語和詞(bound)使用."losiia(россия)"俄國,俄語)。 - zou-eno(好的);(zou)一般會加確定語氣詞(eno)形成詞組,可合寫;後接主句;另(zou)單獨使用可以置於句頭或句中,作為系詞用: Zou-eno, tako at'inga i-achia yoveineni to cuax ho takocu hxepxngi(好的，不過看完了後，你自己還給cuax)。 | \| 標的 \| 肯定詞 \| 英語 \| 備註 \| \| ------ \| ---------------------- \| ------------------------------------- \| -------------------------------------------- \| \| 表肯定 \| 'a(是的) ('a lea) \| yes, (sb)+V \| 置句頭; 後接主動詞. 一般用於回答句. \| \| 表確定 \| zoueno(好的) (zou-eno) \| yes, well, surely yes,(main sentence) \| 置句頭,一般會與確定語氣詞 eno 合用;後接主句. \| |                                       |                                              |
| 標的 | 肯定詞 | 英語                                  | 備註                                         |
| 表肯定 | 'a(是的) ('a lea) | yes, (sb)+V                           | 置句頭; 後接主動詞. 一般用於回答句.          |
| 表確定 | zoueno(好的) (zou-eno) | yes, well, surely yes,(main sentence) | 置句頭,一般會與確定語氣詞 eno 合用;後接主句. |

## 否定詞
否定詞為否定式(Affirmative and negative/negation)之詞構。否定詞不變時態，且常置放在句頭、或在句中使用。鄒語有如下幾種否定詞構。
| (1).〖鄒語否定形態及語義說明〗 - o'a(不; 為否定詞詞根,形成一系列7種否定詞): 構成 o'ala; o'amocu; 'o'ana; o'antee; o'ate; o'atela; o'atesi 等否定詞系列。 - uk'a(沒有): - 'o-(te)(別/AF): - (te)-av'a(別/NAF) - 'otena(不再,不可再,不要繼續)置句前，後接副詞(副動詞)再接助動詞。Mo o'tena meelx yuovei 'o moso ozomx.(出草(出征)去的(人)不再回來了) | \| 標的 \| 否定詞 \| 英語 \| 備註 \| \| ------------------------- \| ----------------------------- \| ------------------------------------ \| --------------------------------- \| \| 名詞子句 (陳述/方位/使役) \| o'a(不) \| no \| 置句頭；後接主句. \| \| 存在句/所有句 \| uk'a(沒有) \| not exist there (is/are) not \| 置句頭；後接主句. \| \| 祈使句(AF) \| 'o-(te)(別) \| don't \| 置句頭；後接主句. \| \| 祈使句(NAF) \| (te)-av'a(別) \| don't \| 置句頭；後接主句. \| \| 祈使句(NAF) \| 'otena (不再,不可再,不要繼續) \| don't do again, not cotinue, no more \| 置句前 後接副詞(副動詞)再接助動詞 \| |                                      |                                   |
| 標的 | 否定詞 | 英語                                 | 備註                              |
| 名詞子句 (陳述/方位/使役) | o'a(不) | no                                   | 置句頭；後接主句.                 |
| 存在句/所有句 | uk'a(沒有) | not exist there (is/are) not         | 置句頭；後接主句.                 |
| 祈使句(AF) | 'o-(te)(別) | don't                                | 置句頭；後接主句.                 |
| 祈使句(NAF) | (te)-av'a(別) | don't                                | 置句頭；後接主句.                 |
| 祈使句(NAF) | 'otena (不再,不可再,不要繼續) | don't do again, not cotinue, no more | 置句前 後接副詞(副動詞)再接助動詞 |

## 助詞
助詞一般附加在語句子前、中、後，表示句型結構上之各種輔助语气的關係。感嘆詞亦歸為助詞一類。

## 感嘆詞
感叹词為用以表達感嘆、驚呀、疑問、恐懼、喜怒愛惡、或輔佐等之詞助語，歸為語助詞一類。

## 情緒詞
情緒詞為在感嘆詞外，延伸之情緒表達的詞語及其語句架構。

## 空間方位詞
空間方位詞(spatiality and orientation)為用以表達所處之空間位置，及相對方位等之語詞。

## 數詞
數詞構詞分基數詞(非人稱及人稱)、序數詞、倍數詞、集合數詞、以及其它數詞相關類等各式數詞項目。

### 基數詞
鄒語對數詞的稱呼與台灣各原住民族的數詞稱呼法，或多或少有相似之處。
| 基數 | 1    | 2    | 3    | 4     | 5   | 6    | 7    | 8    | 9   | 10    | 15        | 20     | 900     | 9,000        |
| 中文 | 一   | 二   | 三   | 四    | 五  | 六   | 七   | 八   | 九  | 十    | 十五      | 二十   | 九百    | 九千         |
| 鄒語 | coni | yuso | tuyu | sʉptʉ | imo | nomʉ | pitu | voeu | sio | maskʉ | mʉskʉuemo | mpusku | se'sija | posisosʉzohʉ |

## 連接詞
連接詞或「準連接詞」是用來連接詞語、短語、句子、段落等的詞，表示被連接的語言單位之間的關係，及在句子中表逹不同的邏緝關係。以語用角度分為幾類來討論。
1. 並列關係，獨寫/句中；和、與等。ho(和/與)等。
2. 轉折關係，獨寫/句頭；但是、不過等。at'inghi(但是)、'upena(不管)等。
3. 承接關係，獨寫/句頭；然後、那麼等。conino(總是)、maezo(同樣)、'upena(無論)、'upena hoci-(無論是否…)等。
4. 讓步關係，獨寫/句中；沒關係、還可以等。e'vono(雖然)等。

## 熟語正詞法
熟語指先民近人經久習用之固定語句結構，像是格言、警示用語、婚喪喜慶，或則逢年過節等之人際往來用語。而成語、諺語、鬥嘴鼓等之用語亦屬之。基本上此些語音之音調，全部以傳統之語音及慣用之音調為主。一則傳統之語音表現傳神、二則先民近人習用已久，一講這些用語大家自然心領神會不須多做解釋。

## 句式
語序有谓主宾结构（VSO）及谓宾主结构（VOS）兩種。使用VSO語序、或則VOS之語序可依據表示遠近及重點之不同而變化。如格位標記不清楚，則視之為基本語序VSO架構，或則人稱代詞以附著格式出現也用VSO語序。當一句中有謂語組時，助動詞一般在第一順位上，而副動詞及主動詞在第二及第三順位上。而代詞及時體氣語詞(TAM/TMA/動貌詞)組成之助動詞組居前、AF及PF則置於主動詞裡。置於助動詞組及主動詞間之副動詞通常有一個或兩個以上；如有兩個則視其涵蓋範圍；範圍大者置左接著依序置放。

### 平行式句型
指情形或事件的並列或平行狀態，用或<aasvxtx…, aasvxtx…>(有時…,有時…)等表示。Aasvxtx noteuyunu, aasvxtx aemo'x.(有時候聚在一塊,有時候散開/<aasvxtx…, aasvxtx…>/有時…,有時…/)。

### 承接式句型
承接式語句指情形或事件的前後之間的承接/接續狀態，用承接詞conino(總是)、maezo(同樣)、'upena(無論)、'upena hoci-(無論(代詞)是否…)、'ia ma(原來)等表之。'upena hoci'u tposneni hoci eno yaahioa(無論我是否上學或工作/"hoci eno"或者;"tposneni"上學;"yaahioa"工作)。

### 因果式句型
指情形或事件的因果狀態，用/ko'ko/（所以）等表示。Aha'va paskuv'i 'o nat'ohaesa, ko'ko mo yobai.（(因為)他們兄弟霎然被挑撥起來, 所以吵架了）。

### 完成式句型
完成式句型為指已完成的情形或事件，用副詞/micu + (時間副詞) + V + S/；或由/i-ta=代詞/非主焦點等之句式構成。Micu, hotov'oha cu tacxmx 'o huv'o.(秋天橘子已經成熟了)。Itacu teoca ta cuax 'o evi.(cuax已經把樹砍了/PF句式,代詞及時體氣語詞(TAM/TMA/動貌詞)之助動詞組居前)。

## 外部連結
- 鄒語/台大台灣南島語多媒體資料庫 （页面存档备份，存于）
- ABVD: Tsou/Blust, from: Tung (1963)
- ABVD: Tsou (Duhtu)/Li (2004)
- 10-ICAL/Papers/Tenth International Conference on Austronesian Linguistics 17-20 January 2006 Palawan, Philippines
- 原民語e-learning(鄒語1-9階/認證題庫)
- 中研院語言所<語言暨語言學>期刊目錄
- Concentric: Studies in Linguistics. （页面存档备份，存于）
- 鄒語聖經 （页面存档备份，存于）
- 從異文化衝突中找回流失的鄒語[永久]
- Ogawa's Vocabulary of Formosan Dialects/小川尚義「臺灣蕃語蒐録」
- Austronesian Comparative Dictionary （页面存档备份，存于）
- 原住民族族語線上詞典 （页面存档备份，存于）
- 原住民族語言研究發展中心 （页面存档备份，存于）
- Alilin 原住民族電子書城 （页面存档备份，存于）
- TITV/Cou Lemohen’o ta sinvun （页面存档备份，存于）
- 部分語法學詞匯簡釋 （页面存档备份，存于）
- Tsou radio recordings (RB1-009, RB1-010) archived with the Robert Blust collection at Kaipuleohone